# Представление о душе и теле
«Представление о душе и теле», «Игра о душе и теле» (итал. La Rappresentazione di anima е di corpo, 1600) композитора Эмилио де Кавальери — первая известная оратория, по другой трактовке — одна из первых опер, так называемая «духовная опера».

## Персонажи
- Душа — сопрано
- Тело — тенор
- Разум — альт
- Совет — тенор
- Время — тенор
- Наслаждение — альт
- 2 спутника Наслаждения — тенор, баритон
- Ангел-хранитель — сопрано
- Мир — тенор
- Мирская жизнь — сопрано
- Проклятая душа — тенор
- Блаженная душа — сопрано
- Небесный голос — сопрано
- Осторожность — разговорная роль
- Благоразумие — баритон
- Хор: ангелы, осужденные и благословенные души, безымянный (4-8 голосный хор)
- Балет — праздник в финале

## Сюжет
Время, Разум, Душа, Тело и прочие воплощения спорят о смысле жизни.

## Характеристика
«„Представление“ — принципиальная попытка сочетания старинной мистерии с новым музыкальным стилем родившейся оперы. В отличие от светлых тонов и пасторальности первых сочинений флорентийцев, здесь римские нравоучения и религиозность, а „драма через музыку“ выглядит морализаторством».
В произведении «совсем нет места смеху, да и грация незнакома автору. Но зато какая серьёзность, какое мужественное, сдержанное волнение! Диалог грешной плоти, терзаемой мукой, и умиротворенной, получившей избавление души отличается редкостной красотой» (Роллан).
Как первая духовная опера «Представление» закладывает религиозную традицию не только римской школы — «Эвмелио» Агаццари (1606), «Святой Алексей» Ланди (1632) и др. Его дальние отзвуки — «Весталка» Спонтини, «Иосиф» Мегюля (обе — 1807), «Норма» Беллини (1831), «Еврейка» Галеви (1835), «Гугеноты» (1836) и «Пророк» (1849) Мейербера, «Самсон и Далила» Сен-Санса (1877), в XX веке — «Моисей и Аарон» Шёнберга (1954) и «Святой Франциск Ассизский» Мессиана (1983).

## Издание
Первое издание было выпущено вскоре после постановки издателем Алессандро Гвидотти. В следующий раз она была напечатана в XX веке (1912 год, Рим, под ред. Доменико Алалеоны).

## Постановки и записи
Почти четыре века произведение было в забвении.
Известны единичные постановки 1-й половины XX века в Италии, Германии, США. В 1976 году в Нюрнбе была сделана запись «Представления», исполненного под руководством Хансе-Мартина Линде солистами Collegium Vocale Koeln. В России она исполнялась во фрагментах ансамблем «Мадригал» под руководством Андрея Волконского (в записи существует лишь один фрагмент из третьего акта). В 1998 году она была исполнена в Рахманиновском зале Московской консерватории силами Марии Батовой, музыковеда и ученика покойного солиста ансамбля «Мадригал» Евгения Аргышева. Одна из лучших современных записей сделана на Утрехтском фестивале ансамблем «Arpeggiata» под управлением К. Плюхар в 2004 году.
В 2001 году поставлена в Брюсселе.
С 2012 года в русском переводе Алексея Парина идёт в репертуаре Детского музыкального театра им. Н. Сац под названием «Игра о душе и теле». Режиссёр Георгий Исаакян, музыкальный директор Эндрю Лоуренс-Кинг. Постановка была тепло встречена критиками и получила награду «Золотая Маска» в категории «Специальный приз жюри» в 2013 году.